# Burlington (Iowa)
Burlington település az Amerikai Egyesült Államok Iowa államában, Des Moines megyében, melynek megyeszékhelye is. Lakosainak száma 23 982 fő (2020. április 1.).

## Közlekedés

### Vasút
A települést napi egy pár California Zephyr néven futó Amtrak távolsági vonatjárat érinti.

## Népesség
A település népességének változása:

| 2010 | 25 663 |
| 2020 | 23 982 |